# 7-й стрілецький корпус (СРСР)
7-й стрілецький корпус (рос. 7-й стрелковый корпус, 7-й ск) — оперативно-тактичне військове об'єднання, стрілецький корпус Червоної армії, який існував з перервами в період з червня 1922 до листопада 1945 року. Вперше корпус був сформований у червні 1922 року у складі Збройних сил України та Криму і незабаром перейшов у підпорядкування Українського військового округу з штабом у Запоріжжі. Брав участь в агресивних походах Червоної армії у Східні райони Польщі у вересні 1939 року та в Бессарабію у червні-липні 1940 року. З початком німецько-радянської війни діяв на південному фланзі фронту, бився в районі Новоград-Волинського та Шепетівки. Зазнав нищівних втрат і у серпні 1941 року розформований. У вересні 1942 року під Саратовом у Приволзькому військовому окрузі відбулося друге формування 7-го стрілецького корпусу. Брав участь у Сталінградській битві, за бойові заслуги перейменований на 35-й гвардійський стрілецький корпус. Втретє 7-й стрілецький корпус формувався у червні 1943 року на Волховському фронті. Бився в ході блокади Ленінграда, під Новгородом, Псковом, Красногородськом, на території Латвії. З 1945 року брав участь у наступальних операціях радянських військ у Польщі та Німеччині у складі 1-го Білоруського фронту. Завершив війну в боях у Берліні. Після війни у листопаді 1945 року розформовано.

## Історія об'єднання

### 1-ше формування
27 травня 1922 року командувач військами Харківського військового округу видав наказ № 807/220 про формування 7-го стрілецького корпусу у м. Запоріжжя. У зв'язку з тим, що управління Харківського військового округу в цей час розформовувалося, командувач ЗС України і Криму видав наказ № 654/168 від 1 червня 1922 р. про формування 7-го стрілецького корпусу у Запоріжжі. До корпусу входили 25-та сд і 30-та сд. З 1923 року в Українському військовому окрузі почали формуватися нові територіальні стрілецькі дивізії. Для 7-го стрілецького корпусу призначалася 80-та стрілецька дивізія.
У червні 1924 року управління корпусу переведено із Запоріжжя до Дніпропетровська. 17 вересня війська Українського фронту, до складу якого входив 7-й корпус, розпочали вторгнення у східні райони Польщі — Західну Україну. Управління корпусу було переміщено з Дніпропетровська до Жмеринки Вінницької області, але до складу Дієвої армії не включалося. 41-ша і 80-та сд корпусу входили до складу Дієвої армії 17-28 вересня 1939, але залишалися в резерві. 30-та сд продовжувала перебувати в пункті постійної дислокації у Дніпропетровську.

#### Приєднання Бессарабії та Північної Буковини до СРСР
20 червня 1940 року корпус генерал-майора К. Л. Добросердова в контексті до окупації Радянським Союзом Бессарабії та Північної Буковини був включений до складу 9-ї армії Південного фронту. За директивою фронту управління 35-го ск, 37-го ск і 7-го ск, 173-тя, 176-та, 30-та, 164-та, 51-ша, 95-та, 147-ма, 150-та стрілецькі дивізії і 15-та моторизована дивізія; 21-ша легкотанкова бригада, 522-й, 110-й, 320-й, 124-й, 430-й, 439-й артполки і 317-ї артдивізіон РГК зосередилися в районі — Дубоссари, Тирасполь, Плоске, Шипка. 28 червня радянські війська отримали завдання — без оголошення війни зайняти Бессарабію і Північну Буковину.
7-й ск (51-ша сд, 150-та сд, 164-та сд, 14-та важка тбр) мав навести переправи для 5-го кавалерійського корпусу через річку Дністер, який продовжить вторгнення на територію Бессарабії. Після забезпечення переправи частини корпусу мали залишиться на місці. О 14.00 війська 9-ї армії почали операцію із зайняття території Бессарабії.
3 липня радянські війська вийшли на новий кордон з Румунією.
З 8-9 липня війська Південного фронту повернулися до місць постійної дислокації.

#### Німецько-радянська війна
На початок німецько-радянської війни корпус був у складі військ Одеського військового округу і мав склад: 116-та, 196-та, 206-та сд, 272-й і 377-й корпусні артилерійські полки, 44-й окремий бзв, 8-й окремий сапб.
Вже після початку операції «Барбаросса», Південний фронт у складі 9-ї і 18-ї армій, 9-го Особливого, 55-го і 7-го стрілецьких корпусів та частин фронтового підпорядкування був остаточно розгорнутий у визначеній фронтовій зоні відповідальності. 7-й корпус мав прибути до місця розташування в районі Котовська та Балти Одеської області, але незабаром, 29 червня, його чотири дивізії передали до складу Південно-Західного фронту.
5 липня 1941 року корпус, який прибув у район Шепетівки, разом зі 109-ю мотодивізією 5-го мехкорпусу, яка приєдналася до нього, з 16-ї армії, яка вибула на Західний фронт, і залишками 213-ї мотодивізії 19-го мехкорпусу, що залишилася, кинули для закриття пролому в обороні на шепетівському напрямку. Дивізіям корпусу довелося прямо з ешелонів вступати в бій. У районі Новоград-Волинського та Шепетівського укріпрайонів частини 7-го стрілецького корпусу вперше вступили в бій. 8 липня корпус утримував зайняті позиції в Новоград-Волинському УРі. 206-та сд вела бої біля Новоград-Волинського. 147-ма сд вела бій на північ від Нового Мирополя, а частиною підрозділів відійшла на Бердичів і далі на Білу Церкву. Але, коли війська вермахту захопили Новоград-Волинський 7-й ск (206-та сд і основні частини 147-ї сд) разом із 199-ю сд 49-го ск опинився в оточенні на північ від Нового Мирополя.
До 18 липня 7-й ск (управління корпусу, корпусні частини, основні частини 206-ї та основні частини 147-ї сд) разом із 199-ю сд 49-го ск вели бої в оточенні північніше Нового Мирополя. Зазнавши нищівного розгрому залишки частин змогли невеликими групами прорватися на схід, де з'єдналися з головними силами Червоної армії. 5 серпня 1941 року 7-й стрілецький корпус розформований.

### 2-ге формування
Вдруге 7-й стрілецький корпус сформований у вересні 1942 року під Саратовом у Приволзькому військовому окрузі. До 15 жовтня 1942 року 93-тя, 96-та і 97-ма стрілецькі бригади корпусу прибули до смуги відповідальності 64-ї армії та зайняли праву ділянку оборони армії в районі Купоросного.
До 24 жовтня 1942 року частини корпусу з боями вийшли до Сталінграда. Тут до його складу передали 422-гу сд, що займала оборону на північній околиці села Бекетівка. Наступного дня війська корпусу після 40-хвилинної артпідготовки перейшли в наступ і успішно просуваються вперед, тримаючи напрямок на північний захід, у район селищ Купоросний, хутір Андріївський, Зелена Поляна і Піщанка. Незважаючи на опір противника, 28 жовтня корпус вийшов на рубіж південна околиця Купоросного — село Піски. З 29 жовтня корпус перейшов до оборони на досягнутому рубежі.
До січня 1942 року війська 7-го стрілецького корпусу б'ються на рубежах оборони 64-ї армії, забезпечуючи блокування оточеного противника та не допускаючи спроб прориву оточених частин вермахту в південному і південно-західному напрямках.
10 січня 1943 року корпус у складі 64-ї армії перейшов у наступ і, в результаті боїв, до 27 січня звільнив населені пункти: Зелена Поляна, Кожзавод, Купоросне, село Єльшанка. Того ж дня частини корпусу вийшли до річки Цариця і на плечах відступаючих гітлерівців форсували її, увірвавшись до Сталінграда. 31 січня 1943 року корпус успішно завершив бойові дії на Центральній набережній міста Сталінграда.
До середини квітня 1943 року корпус дислокувався в районі Сталінграда, де здійснювалося поповнення його особовим складом і бойовою технікою, проводилися навчання, відпочинок та відновлення боєздатності підрозділів.
19 квітня 1943 року за успішні бої в Сталінградській битві корпус перетворено на 35-й гвардійський стрілецький, а його бригади відповідно на 12-ту, 13-ту, 14-ту гв. сбр.

### 3-тє формування
У червні 1943 року 7-й стрілецький корпус сформований втретє у складі 59-ї армії на Волховському фронті. Перебував в обороні на позиціях на плацдармі на західному березі річки Волхов. До жовтня 1943 року послідовно діяв у складі 59-ї, а потім 54-ї армій в обороні.
3 жовтня 1943 року німецьке командування розпочало скорочення лінії фронту і почало відведення військ з Киришського плацдарму, який протягом майже двох років безуспішно штурмували зі сходу частини 4-ї армії, і відсікали із заходу війська 54-ї армії. Радянське командування не зуміло вчасно виявити відведення ворожих військ від Киришів, і з деяким запізненням корпус розпочав переслідування німецьких військ, який відступав, але вже 15 жовтня 1943 року його частини, зустрівши запеклий опір, змушені були перейти до оборони на рубежі річки Тигода.
14 січня 1944 року розпочалася Ленінградсько-Новгородська операція радянських Волховського, Ленінградського і 2-го Прибалтійського фронтів. З'єднання корпусу — 191-ша, 256-та, 372-га стрілецькі дивізії у складі 8-ї армії ввели в бій тільки 20 січня, щоб прискорити темпи наступу ударного угруповання радянських військ.
1 лютого 1944 року вермахт провів контрудар 12-ю танковою і 285-ю охоронною дивізіями по правому флангу 8-ї армії Волховського фронту. Назустріч їм із району Уторгош завдавала удару 121-ша піхотна дивізія. Німцям вдалося пробити пролом і 3 лютого оточити частини 7-го корпусу, що прорвалися на окремих ділянках до дороги Луга — Псков. В оточенні опинилися 256-та стрілецька дивізія, частина 372-ї дивізії і 2-й партизанський полк 5-ї партизанської бригади. Протягом 12 днів гітлерівці намагалися ліквідувати взяті ними в кільце з'єднання і частини. За цей час підрозділи корпусу, що потрапили в оточення чинили опір, доки фронт не пробив кільце оточення, після чого формування включилися в загальний наступ.
До кінця лютого корпус — 65-та, 239-та, 310-та стрілецькі дивізії — у складі вже 67-ї армії вийшов до псковсько-острівського укріпленого району противника. Зустрівши опір противника, з'єднання і частини корпусу отримують наказ перейти до оборони на досягнутих рубежах.
З 18 квітня 1944 року, здавши свою смугу оборони з'єднанням 67-ї армії, корпус (53-тя гвардійська, 229-та, 311-та стрілецькі дивізії) передислоковано в район Пушкінських Гір.
З 17 липня 1944 року корпус у складі двох дивізій (53-ї гвардійської і 229-ї стрілецької) брав участь у Псковсько-Островській операції. У серпні корпус — 229-та, 245-та, 374-та стрілецькі дивізії — забезпечував дії армії в Тартуській операції, основні сили якої вели наступ у напрямках Гауя та Леясціємса.
У середині жовтня 1944 року корпус (198-ма, 265-та і 364-та стрілецькі дивізії) передали до складу 3-ї ударної армії, яка готувалася до нанесення удару з району Добеле в загальному напрямку Салдус, Лієпая.
16 жовтня о 10 годині ранку війська 3-ї ударної армії перейшли в наступ. Ламаючи опір противника, радянські частини до вечора прорвали його основну і проміжну позиції. У наступні дні наступ тривав, проте успіхи були незначні. Німці чинили опір дуже завзято. Знімаючи сили з інших ділянок фронту, вони майже щодня вводили на напрямок армії по одній піхотній дивізії. У смузі наступу армії, крім 122-ї піхотної дивізії, на п'ять днів боїв з'явилися частини ще чотирьох з'єднань: 81-ї, 24-ї, 93-ї і 389-ї піхотних дивізій.
19 жовтня, прагнучи відновити втрачене становище, противник силами до двох дивізій за підтримки танків і самохідних гармат завдав по 3-ій ударній армії потужного контрудару. Зав'язалися важкі бої. Ціною великих втрат гітлерівцям вдалося до вечора потіснити частини Червоної армії.
20 жовтня з другого ешелону армії ввели в бій дві дивізії 7-го стрілецького корпусу. Але і вони, зустрінуті сильним вогнем, не зуміли домогтися рішучого перелому. Наступного дня активні дії припинилися й обидві сторони перейшли до оборони.
27 жовтня частини корпусу за підтримки артилерії та авіації перейшли в наступ. Незважаючи на важкі умови, з'єднанням вдалося до кінця дня прорвати основний рубіж противника. Німці, чіпляючись за кожну висоту і кожен населений пункт, вогнем і контратаками чинили запеклий опір. Тільки в перший день вони здійснили більше десяти контратак силою до батальйону піхоти за підтримки самохідних гармат. В умовах осіннього бездоріжжя, за низької укомплектованості дивізій, за обмежених засобів посилення, відчуваючи нестачу боєприпасів, радянським частинам важко було домогтися оперативного успіху. За п'ять днів запеклих боїв війська армії насилу просунулися на 30 кілометрів і вийшли на лінію залізниці Ауце — Лайжува.
2 грудня корпус вивели до резерву Ставки і віддали наказ зосередитися в районі на південь від Єлґави для навантаження у вагони на залізничних станціях Єлґава, Платоне, Мейтене, Йонішкіс.
На початку січня 1945 року ешелони з частинами корпусу прибули на станцію Мрози, за 50 кілометрів на схід від Варшави. Тут корпус увійшов до 3-ї ударної армії 1-го Білоруського фронту і зосередився за 25 кілометрів на схід від Варшави — у районі Мінськ-Мазовецький, Калушин, Лів, Добре.
14 січня 1945 року ударне угруповання 1-го Білоруського фронту перейшло в наступ. Головна смуга оборони противника на віслинському рубежі була прорвана силами першого ешелону, в битву ввели танкові з'єднання, які використовуючи успіх піхоти, поринули на захід. За перші два дні вони просунулися в глибину оборони ворога до 40 кілометрів, завдавши йому важких втрат. 7-й стрілецький корпус у Вісло-Одерській операції на перших порах мав досить скромну роль. Його дивізіям було наказано перебувати в резерві фронту східніше Варшави і готуватися до висунення в західному напрямку.
1 березня 1945 року корпус у складі 1-го Білоруського фронту взяв участь у Східно-Померанській операції, перейшовши в наступ силами 146-ї, 265-ї, 364-ї стрілецьких дивізій. Завдання: до кінця першого дня оволодіти рубежем Грос-Меллен, Бутов, який знаходився за 8-10 кілометрів від переднього краю радянських військ.
4 березня війська 3-ї ударної армії продовжували рухатися вперед. 7-й стрілецький корпус, ведучи боротьбу з оточеним угрупованням противника, наступав лівим флангом на Драмбург і Лабес. 5 березня з'єднання корпусу значно просунулися на північний схід. Розрізнені частини противника безуспішно намагалися прорватися на захід. Дивізії корпусу форсували річку Рега на підступах до Плати, оволоділи цим містом і до кінця дня вели бої на рубежі Грайфенберг, Труцлац. 7 березня частини корпусу з'єдналися з частинами 1-ї армії Війська Польського в лісах на захід від Лабеса лише після того, як німці вирвалися з кільця. Інакше кажучи, корпус не зумів повністю виконати поставлене йому завдання.
До кінця дня 12 березня становище на правому фланзі армії було повністю відновлено, весь берег від Деепа до Вальддівенова повністю очищено від військ вермахту.
З 16 квітня 1945 року з'єднання корпусу брали участь у штурмі Берліна. Його частини вели запеклі бойові дії в столиці нацистської Німеччини до 2 травня, коли німецькі війська почали здаватися в полон цілими підрозділами і частинами. Німці піднімали білі прапори, висилали парламентерів і організовано складали зброю. До 15-ї години опір берлінського гарнізону припинився. Увечері вся територія міста була зайнята радянськими військами.

## Командування

### 1-ше формування
- Грязнов І. К. (20 червня — жовтень 1922);
- Бахтін О. М. (31 жовтня 1922 — вересень 1923);
- Грязнов І. К. (вересень 1923 — червень 1924);
- Мулін В. М. (червень 1924 — березень 1931);
- Рогальов Ф. Ф. (? — червень 1937);
- комбриг Кальван Й. І. (вересень — 2 грудня 1937, арестован);
- генерал-майор Добросердов К. Л. (15 лютого 1938 — 2 серпня 1941);

## Склад

### 1-ше формування
| 1922                      | 1923     | 1931     | 1935     | 3 липня 1940 | 22 червня 1941 | 5 липня 1941 |
| ------------------------- | -------- | -------- | -------- | ------------ | -------------- | ------------ |
| 25-та сд                  | 25-та сд | 25-та сд | —        | —            | —              | —            |
| 30-та сд                  | 30-та сд | 30-та сд | 30-та сд | —            | —              | —            |
| Каркінітська група військ | —        | —        | —        | —            | —              | —            |
| Севастопольська фортеця   | —        | —        | —        | —            | —              | —            |
| —                         | —        | —        | 41-ша сд | —            | —              | —            |
| —                         | —        | —        | —        | 51-ша сд     | —              | —            |
| —                         | —        | 75-та сд | —        | —            | —              | —            |
| —                         | 80-та сд | —        | 80-та сд | —            | —              | —            |
| —                         | —        | —        | —        | —            | 116-та сд      | —            |
| —                         | —        | —        | —        | —            | —              | 147-ма сд    |
| —                         | —        | —        | —        | 150-та сд    | —              | —            |
| —                         | —        | —        | —        | 164-та сд    | —              | —            |
| —                         | —        | —        | —        | —            | 196-та сд      | —            |
| —                         | —        | —        | —        | —            | 206-та сд      | 206-та сд    |